# Elisabeth-von-Thüringen-Gymnasium
Das Elisabeth-von-Thüringen-Gymnasium (kurz EvT) ist ein Gymnasium im Kölner Stadtteil Sülz. Es liegt in der Nikolausstraße unmittelbar neben dem Schiller-Gymnasium, mit dem es sich einige Einrichtungen und Kurse teilt. Die Schule wurde nach der Landgräfin Elisabeth von Thüringen benannt.

## Geschichte der Schule
Das Elisabeth-von-Thüringen-Gymnasium ist die Nachfolgeschule des Städtischen Lyzeums III, das als Oberlyzeum mit Frauenschule (Mädchen-Reform-Gymnasium) im Weyertal 115 in Köln-Lindenthal lag und im Zweiten Weltkrieg zerstört wurde.

### Das Mädchengymnasium
Die Schule nahm Ostern 1954 als wiedergegründetes städtisches neusprachliches Mädchengymnasium mit zwei fünften Klassen und 57 Schülerinnen im Gebäude des heutigen Gymnasiums Kreuzgasse ihre Arbeit auf. Kommissarischer Schulleiter war Karl von der Lieck, der damalige Leiter des Gymnasiums Kreuzgasse.
1955 zog die Schule mit 119 Schülerinnen in ein Gebäude an der Nußbaumerstraße in Köln-Neuehrenfeld. 1956 siedelte sie in die Frankstraße in der Nähe des Barbarossaplatzes um und bezog dort Räume im Aufbaugymnasium für Jungen.
Am 27. Februar 1958 billigte der Kölner Schulausschuss die Umbenennung der Schule in Elisabeth-von-Thüringen-Schule. Die Namensgebung geht auf einen Elternvorschlag zurück, der von der ersten regulären Schulleiterin Hildegard Prezell favorisiert wurde. 1961 konnte ein Neubau an der Nikolausstraße in Köln-Sülz bezogen werden. Der Schule standen nun 26.500 m² zur Verfügung; die Kosten des Neubaus beliefen sich auf 2,5 Millionen DM.
1962 war die Elisabeth-von-Thüringen-Schule bis zur Oberprima ausgebaut; zu diesem Zeitpunkt besuchten 587 Schülerinnen die Schule. Im selben Jahr wurde die Turnhalle fertiggestellt, Hedwig Avemarie übernahm die Schulleitung, und beim ersten Abitur bestanden 24 Schülerinnen die Reifeprüfung. Weil 1964 wegen stark wachsender Schülerzahlen die ersten Schülerinnen in Baracken unterrichtet werden mussten, wurde ein Neubau geplant.

### Das koedukative Gymnasium
1966 nahm die Elisabeth-von-Thüringen-Schule zum ersten Mal Jungen auf, die Koedukation begann. 1967 besuchten 760 Schüler die Schule. 1976 wurde der zweite Gebäudetrakt fertiggestellt. Er umfasst weitere 2240 m² Nutzfläche und kostete vier Millionen DM. 1980 war die Schülerzahl auf 845 gestiegen. 1984 löste Anke Bering-Müller Hedwig Avemarie als Schulleiterin ab. 1990 wurde sie nach Hessen versetzt, und Lore Brandau übernahm kommissarisch die Schulleitung.
1992 wurde Günter Dionisius Schulleiter. In seine Zeit fiel die Bewilligung eines weiteren Gebäudetraktes für die gemeinsame Nutzung durch das Elisabeth-von-Thüringen- und das Schiller-Gymnasium sowie eine gemeinsame Aula und zwei Sporthallen. Die neuen Gebäude, die 7200 m² weiterer Nutzfläche bedeuteten und 19,7 Millionen DM kosteten, wurden 2002 in Betrieb genommen. Zwei Jahre später konnte die Schule, die seit 2000 „Selbstständige Schule“ ist, ihr 50-jähriges Jubiläum feiern. 2008 ging Günter Dionisius in den Ruhestand.

## Seit 2008
Von 2008 bis zum Sommer 2017 war Bernd Schwesig Schulleiter. Im August 2017 übernahm Bruno Zerweck das Amt.
Das Gymnasium hat als dreizügige Schule mit vier Eingangsklassen rund 800 Schüler und 80 Lehrer. Seit 2010 ist das Gymnasium als Schule im offenen Ganztag organisiert; mit Beginn des Schuljahres 2012/13 begann der Ausbau des gebundenen Ganztags, der 2016/17 beendet wurde. 2022 wurde der Neubau mit rund 25 Klassenräumen fertiggestellt. Die Mensa, die seit September 2011 in einem Containerbau untergebracht war, befindet sich nun im Erdgeschoss des Neubaus. Die obligatorische Sprachenfolge des Gymnasiums ist Englisch (ab Klasse 5), Französisch oder Latein (ab Klasse 7) und Spanisch (ab Klasse 9 und 11).
Die künstlerischen Schwerpunkte der Schule liegen in der Theater- und Chorarbeit. So singen beispielsweise Schüler, Lehrer und Eltern in gemeinsamen Chören. Höhepunkt der bisherigen Chorarbeit waren die Aufführungen des Weihnachtsoratoriums von Bach 2007 und 2009 sowie des Requiems von Mozart im Februar 2012.
Die regelmäßigen einwöchigen Theaterprojekte in den sechsten Klassen sowie die Theaterarbeiten in den Literaturkursen schließen traditionell mit öffentlichen Aufführungen in der Aula. Die Schule kooperiert mit verschiedenen Partnern, so beispielsweise mit der Jugendartgalerie Köln, dem Museumsdienst und der Museumsschule Köln sowie der Philharmonie/KölnMusik GmbH und dem Kunsthistorischen Institut.

## Auszeichnungen
Im März 2010 wurde die Schule mit dem Lebenshilfe-Köln-Preis ausgezeichnet. Das Gymnasium unterstützt seit 1997 die Jugend- und Freizeitabteilung der Lebenshilfe Köln mit Spenden in Höhe von bisher rund 100.000 Euro, die beim jährlichen EvT-Sponsorenlauf gesammelt wurden.